# جرن القملي (الرضمة)

تعديل مصدري - تعديل

جرن القملي محلة تابعة لقرية بيت السباعيى، التابعة لعزلة كحلان بمديرية الرضمة إحدى مديريات محافظة إب في الجمهورية اليمنية.، بلغ تعداد سكانها 86 حسب تعداد اليمن لعام 2004.